# Benque Viejo del Carmen
Benque Viejo del Carmen (oft auch nur Benque Viejo) ist eine Kleinstadt im Cayo District  des mittelamerikanischen Staates Belize mit  rund 7.200 Einwohnern (Schätzung 2021).
Die Stadt liegt im äußersten Westen des Landes unmittelbar an der Grenze zu Guatemala. Auf der anderen Seite der Grenze liegt die Kleinstadt Melchor de Mencos. Belize City ist rund 130 Kilometer entfernt, die Hauptstadt Belmopan etwa 50 Kilometer. Beide Städte sind über den George Price Highway erreichbar. Die Stadt liegt am rechten Ufer des Mopan River in der Nähe der Mayaruine Xunantunich. Nordöstlich, auf halbem Weg in die Distrikthauptstadt San Ignacio (etwa 12 km), liegt der Flugplatz Maya Flats (IATA-Code CYD).
Benque Viejo wurde im 19. Jahrhundert hauptsächlich von Einwanderern aus Guatemala gegründet.

## Nachweise
1. ↑  citypopulation.de: Belize
2. ↑  ch-aviation: Maya Flats

Koordinaten: 17° 4′ N, 89° 8′ W